# Irenarch (imię)
Irenarch – imię męskie pochodzenia greckiego będące syntezą członów irene – pokój i archos – władca. Odpowiednikami łacińskimi imienia są Irenarchus i Irenarcus. Patronem imienia jest św. Irenarch, a imieniny obchodzone są 27 listopada.